# Yo perdí mi corazón en Lima
Yo perdí mi corazón en Lima es una película peruana muda de 1933 dirigida por el chileno Alberto Santana.
Es la película peruana más antigua que se ha podido conservar. Fue estrenada en el Teatro Segura de Lima el 13 de junio de 1933.
La historia trata sobre una pareja de enamorados que se ven separados por la guerra que estalla entre Perú y Colombia.

## Reparto
Los miembros del reparto son:
- Enrique Besada
- Rosa Elvira Figueroa
- Angélica Miró Quesada
- María de Villanueva
- Sara de Llop
- Mercedes de Porras
- Hortensia Pardo
- Marjorie Evans
- Julia Campos
- Eduardo Claphan
- Raúl Dianderas
- Julio Farfán

## Producción
La película fue la sexta producción del cineasta chileno radicado en Perú Alberto Santana.
La producción se realizó entre marzo y mayo de 1933, en el contexto del conflicto que mantuvieron Perú y Colombia en ese año, lo que influyó en el tema principal de la película. Además se incluyeron imágenes del presidente peruano Luis Miguel Sánchez Cerro durante la revista de tropas del 30 de abril de 1933 en el Hipódromo de Santa Beatriz, momentos antes de ser asesinado por un militante aprista.
Fue reestrenada en septiembre de 1995 tras un trabajo de restauración a cargo de la Filmoteca de Lima con la financiación de la UNESCO.